# الخلية البدائية الافتراضية
يُفترض أن «الخلية البدائية الافتراضية - obcell» هي عضيات أولية بدائية أو «منذ بداية الحياة»، وتم اقتراح هذا المصطلح من قبل (توماس كافالير – سميث) عام 2001 .
بالرجوع لنظرية (كافالير – سميث) عن بداية أول خلية، فهي خليتان بدائيتان افتراضيتان مجوفتا الشكل أو نصفيتان تلاحمتا لتكون خلية بدائية بغلاف دهني ثنائي الطبقات، جينوم داخلي ورايبوسومات، عصارة خلوية بدائية، وبلازما بدائية.
الفرضية:
يصعب تحديد الوقت الفعلي لبداية الحياة أو الوقت الفعلي للعضيات الحية مثل العضيات بدائية الحياة التي لم تترك أي دليل أحفوري خلفها، لكن (كافالير – سميث) أثبت بالحجة والبرهان، أنه يوجد سحاب بدائي يحتوي حموض أمينية تتصلب لتكوين البروتينات، بحيث لا تحدث عملية التضاعف أو الفسفرة حتى ينتظم السحاب البدائي ليصبح حمضًا نوويًا، ومع ذلك فهي خلية غير حية حتى هذه اللحظة، ومن الممكن للمادة المكونة للحمض النووي خلال هذه الفترة أن تتطابق عن طريق العمليات الكيميائية.
استنادًا لهذه العمليات فإن الكون نشأ من عالم الخلية البدائية الافتراضية التي تتضمن رموز البروتينات والكروموسومات والتفاعلات التكافلية بين الأغشية، والجينات، والأنزيمات،
أما عن خلايا الخلية البدائية الافتراضية فهي تحتوي غشاءً وحيدًا يتكون من دهون كثيفة ولها بروتينات هيكلية خلوية متخصصة تمنحها الانحناء الخاص بها، حيث أن هذه البروتينات الهيكلية الخلوية تعمل على تواصل مكونات الخلية البدائية الافتراضية.